# Kenneth Waltz

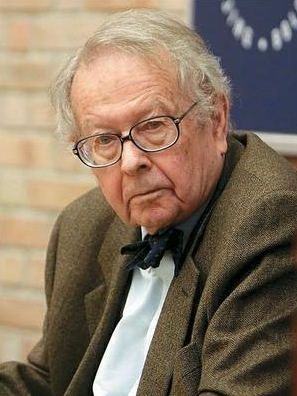
Kenneth Waltz, 2008

Kenneth Neal Waltz (* 8. Juni 1924 in Ann Arbor, Michigan; † 13. Mai 2013 in Washington, D.C.) war ein US-amerikanischer Politikwissenschaftler und Begründer des Neorealismus in den Internationalen Beziehungen.

## Leben
Waltz lehrte unter anderem an der UC Berkeley und war zuletzt an der Columbia University tätig. 1980 wurde er in die American Academy of Arts and Sciences aufgenommen. Er stand der American Political Science Association von 1987 bis 1988 vor. 1999 zeichnete ihn diese mit dem James Madison Award für „ausgezeichnete wissenschaftliche Beiträge für die Politikwissenschaft“ aus.

## Wirken
Im Zentrum von Waltz’ wissenschaftlichen Bemühungen stand das Ziel, eine Theorie internationaler Politik zu entwickeln, welche sich am Ideal naturwissenschaftlicher Theorien orientiert und das Verhalten von Staaten aus den Machtstrukturen im internationalen System erklärt (deswegen wird sein Neorealismus auch als struktureller Realismus bezeichnet). Sein Denken entwickelte sich aus einer Kritik an Hans Morgenthaus Theorie des (klassischen) Realismus heraus.
Bereits in seinem ersten Werk Man, the State, and War von 1959 unterscheidet Waltz zwischen drei Analyseebenen (images) für die Erklärung des Krieges als eines Phänomens internationaler Politik: die Ebene des Individuums, die des politischen und die des internationalen Systems. Nur auf letzterer lassen sich seiner Meinung nach zufriedenstellende Theorien gründen, denn es ist die anarchische Struktur des internationalen Systems, die die Entstehung und Führung von Kriegen überhaupt möglich macht.
Damit setzte er sich sowohl von klassischen Realisten wie Morgenthau ab, die Kriegsursachen im Machtstreben des Menschen verorten, als auch von liberalen Denkern, die jene in der inneren Verfasstheit von Gesellschaften suchen.
Diesen Gedanken führte er in seinem Hauptwerk Theory of International Politics weiter aus. Waltz wendet sich gegen detailreiche und komplexe Beschreibungen internationaler Politik und plädiert stattdessen für schlanke und „sparsame“ Theorien (parsimony). Man würde sonst durch unwichtige Details abgelenkt und den Blick für die wesentlichen Zusammenhänge verlieren. Das Ziel sei, aus diesen vereinfachten und abstrakten theoretischen Aussagen testbare Hypothesen zu generieren.
Seine Theorie internationaler Politik ist von neoklassischen Ansätzen der Ökonomie beeinflusst. Demnach befinden sich Staaten, ähnlich wie Marktteilnehmer, als rationale Akteure auf einem „Markt“, dem internationalen System. Oberste Präferenz der Akteure im System ist ihr eigenes Überleben. Dieses ist durch andere, ebenfalls um ihr Überleben kämpfende Staaten bedroht und kann, da es keine mit einem Gewaltmonopol ausgestattete Weltregierung gibt, auch nicht durch eine übergeordnete Instanz gewährleistet werden. Nach Waltz ist Macht das einzige Mittel, mit dem Staaten ihr Überleben im anarchischen System sichern können. Unter Macht wird von ihm ein abstraktes Konzept aus militärischen, ökonomischen und sozialen Faktoren verstanden. Die Verteilung dieser Machtmittel unter den Staaten im internationalen System kann internationale Politik erklären.
Waltz sah im bipolaren System des Kalten Krieges eine besonders stabile Struktur der Weltpolitik. Die gegenwärtige Hegemonie der Vereinigten Staaten hält er nicht für dauerhaft, denn nach seinen Annahmen ist zu erwarten, dass andere Staaten versuchen werden, gegen den Hegemon ein Mächtegleichgewicht (wieder)herzustellen. Kenneth Waltz war einer der wenigen Denker, die die Existenz von Atomwaffen als Stabilisierungsfaktor für das internationale System betrachten und keine Angst vor einer Proliferation dieser Waffen haben.
Aus Waltz’ Theorie entstand in den Vereinigten Staaten ein großes Forschungsprogramm. Autoren wie John J. Mearsheimer, Stephen Van Evera, Robert Jervis, Randall Schweller und William C. Wohlforth gehen von  systemischen Überlegungen bei ihren verfeinerten weltpolitischen Analysen aus. In Deutschland war es Werner Link, der den strukturanalytischen Ansatz gewinnbringend verwertete. Carlo Masala setzt dessen Arbeit fort.
Waltz’ Ansatz wird für seine methodologische Eleganz bewundert. Inhaltlich ist sein Neorealismus jedoch in weiten Kreisen der liberalen und konstruktivistischen Denkschule in den Internationalen Beziehungen umstritten.
Nach Waltz benannt ist seit 2008 eine jährliche Vorlesung am Arnold A. Saltzman Institute for War and Peace Studies an der Columbia University.

## Schriften
- Man, the State, and War. Columbia University Press, New York 1959.
- Foreign Policy and Democratic Politics: The American and British Experience. Little, Brown and Company, Boston 1967.
- Theory of International Politics. Addison-Wesley, Reading 1979.
- Reflections on Theory of International Politics. A Response to My Critics. In: Robert O. Keohane (Hrsg.): Neorealism and Its Critics. Columbia University Press, New York 1986.
- Realism and International Politics. Routledge, New York 2008.